# UFC Live: Vera vs. Jones
UFC Live: Vera vs. Jones  è stato un evento di arti marziali miste tenuto dalla Ultimate Fighting Championship il 21 marzo 2010 al 1stBank Center a Broomfield, Colorado, Stati Uniti d'America. Questo evento coincise col debutto della UFC sul canale televisivo Versus. Questo evento fu mostrato anche da un grande numero di network internazionali tra cui Rogers Sportsnet in Canada, Televisa in Messico e ESPN nel Regno Unito.

## Background
Brandon Vera avrebbe dovuto affrontare Antônio Rogério Nogueira ad UFC 109 ma Nogueira dovette rinunciare a causa di un infortunio alla caviglia.
Si stava lavorando a un incontro tra Clay Guida e Sean Sherk ma Sherk subì un infortunio dovendo rinunciare.[6] Shannon Gugerty lo sostituì contro Guida.
John Howard avrebbe dovuto affrontare Anthony Johnson ma Johnson dovette rinunciare a causa di un infortunio al ginocchio. Daniel Roberts fu il suo sostituto.
Spencer Fisher avrebbe dovuto affrontare Duane Ludwig ma dovette rinunciare a causa di un infortunio. Darren Elkins prese il posto di Fisher.

## Risultati

### Card preliminare
- Incontro categoria Pesi Mediomassimi:  Eric Schafer contro  Jason Brilz

Brilz sconfisse Schafer per decisione unanime (29–28, 29–28, 29–28).
- Incontro categoria Pesi Welter:  Mike Pierce contro  Julio Paulino

Pierce sconfisse Paulino per decisione unanime (30–27, 30–27, 30–27).
- Incontro categoria Pesi Massimi:  Brendan Schaub contro  Chase Gormley

Schaub sconfisse Gormley per KO Tecnico (pugni) a 0:47 del primo round.
- Incontro categoria Pesi Welter:  John Howard contro  Daniel Roberts

Howard sconfisse Roberts per KO (pugni) a 2:01 del primo round.
- Incontro categoria Pesi Leggeri:  Duane Ludwig contro  Darren Elkins

Elkins sconfisse Ludwig per KO Tecnico (infortunio alla caviglia) a 0:44 del primo round.
- Incontro categoria Pesi Mediomassimi:  Eliot Marshall contro  Vladimir Matyushenko

Matyushenko sconfisse Marshall per decisione divisa (30–27, 28–29, 30–27).
- Incontro categoria Pesi Leggeri:  Clay Guida contro  Shannon Gugerty

Guida sconfisse Gugerty per sottomissione (strangolamento triangolare) a 3:40 del secondo round.

### Card principale
- Incontro categoria Pesi Medi:  Alessio Sakara contro  James Irvin

Sakara sconfisse Irvin per KO Tecnico (pugno) a 3:01 del primo round.
- Incontro categoria Pesi Massimi:  Cheick Kongo contro  Paul Buentello

Kongo sconfisse Buentello per sottomissione (colpi) a 1:16 del terzo round.
- Incontro categoria Pesi Massimi:  Junior dos Santos contro  Gabriel Gonzaga

dos Santos sconfisse Gonzaga per KO (pugni) a 3:53 del primo round.
- Incontro categoria Pesi Mediomassimi:  Brandon Vera contro  Jon Jones

Jones sconfisse Vera per KO Tecnico (gomitate e pugni) a 3:19 del primo round.

## Premi
Ai vincitori sono stati assegnati 75.000$ per i seguenti premi:
- Fight of the Night: non assegnato
- Knockout of the Night:  Jon Jones,  Junior dos Santos,  John Howard
- Submission of the Night:  Clay Guida